# Liste der Premierminister von Neufundland und Labrador

Flagge von Neufundland und Labrador

Diese Liste führt die Premierminister (engl. premier) der kanadischen Provinz Neufundland und Labrador auf. Neufundland und Labrador besitzt ein Einkammernparlament mit einer auf dem Westminster-System basierenden parlamentarischen Regierung. Dabei ist der Premierminister zugleich Vorsitzender jener Partei, die im Abgeordnetenhaus (House of Assembly) die meisten Sitze hält. Der Premierminister tritt als Regierungschef auf, während das Staatsoberhaupt, der kanadische Monarch, durch einen Vizegouverneur (lieutenant governor) vertreten wird. Außerdem stellt der Premierminister aus den Reihen der gewählten Abgeordneten die als Exekutivrat bezeichnete Regierung zusammen und steht dieser vor.
Vor dem Beitritt zur Kanadischen Konföderation im Jahre 1949 war Neufundland und Labrador zunächst bis 1907 eine britische Kronkolonie, danach ein unabhängiges Dominion (siehe Neufundland (Dominion)). Die Regierungsgewalt wurde 1934 nach dem Zusammenbruch der Wirtschaft von einer nichtgewählten Regierungskommission ausgeübt.

## Premierminister während der Kolonialzeit (1855–1907)
| Premierminister (Partei) | Premierminister (Partei) | Premierminister (Partei)                            | Amtszeit                                       |
| ------------------------ | ------------------------ | --------------------------------------------------- | ---------------------------------------------- |
|                          | 1.                       | Philip Francis Little (Liberal Party)               | 7. Mai 1855 – 1858                             |
|                          | 2.                       | John Kent (Liberal Party)                           | 1858 – 1861                                    |
|                          | 3.                       | Hugh Hoyles (Conservative Party)                    | 1861 – April 1865                              |
|                          | 4.                       | Frederick Carter (parteilos) (1. Amtszeit)          | April 1865 – Januar 1870 (Koalitionsregierung) |
|                          | 5.                       | Charles Fox Bennett (Anti-Confederation Party)      | Januar 1870 – 31. Januar 1874                  |
|                          | -                        | Frederick Carter (Conservative Party) (2. Amtszeit) | 31. Januar 1874 – April 1878                   |
|                          | 6.                       | William Whiteway (Conservative Party) (1. Amtszeit) | 1878 – 1885                                    |
|                          | 7.                       | Robert Thorburn (Reform Party)                      | 1885 – 1889                                    |
|                          | -                        | William Whiteway (Liberal Party) (2. Amtszeit)      | 1889 – 11. April 1894                          |
|                          | 8.                       | Augustus Goodridge (Tory Party)                     | 11. April 1894 – 13. Dezember 1894             |
|                          | 9.                       | Daniel Greene (Liberal Party)                       | 13. Dezember 1894 – 8. Februar 1895            |
|                          | -                        | William Whiteway (Liberal Party) (3. Amtszeit)      | 8. Februar 1895 – Oktober 1897                 |
|                          | 10.                      | James Spearman Winter (Tory Party)                  | Oktober 1897 – 6. März 1900                    |
|                          | 11.                      | Robert Bond (Liberal Party)                         | 6. März 1900 – 25. September 1907              |

## Premierminister des Dominion Neufundland (1907–1934)
| Premierminister (Partei) | Premierminister (Partei) | Premierminister (Partei)                                       | Amtszeit                          |
| ------------------------ | ------------------------ | -------------------------------------------------------------- | --------------------------------- |
|                          | 1.                       | Robert Bond (Liberal Party)                                    | 26. September 1907 – 2. März 1909 |
|                          | 2.                       | Edward Morris (People’s Party)                                 | 2. März 1909 – 31. Dezember 1917  |
|                          | 3.                       | William Frederick Lloyd (Liberal Party)                        | 5. Januar 1918 – 22. Mai 1919     |
|                          | 4.                       | Michael Patrick Cashin (People’s Party)                        | 22. Mai 1919 – 17. November 1919  |
|                          | 5.                       | Richard Squires (Liberal Reform Party)                         | 17. November 1919 – 24. Juli 1923 |
|                          | 6.                       | William Warren (Liberal Reform Party)                          | 24. Juli 1923 – 10. Mai 1924      |
|                          | 7.                       | Albert Hickman (Übergangsregierung)                            | 10. Mai 1924 – 9. Juni 1924       |
|                          | 8.                       | Walter Stanley Monroe (Liberal-Conservative Progressive Party) | 9. Juni 1924 – August 1928        |
|                          | 9.                       | Frederick Alderdice (Liberal-Conservative Progressive Party)   | August 1928 – 17. November 1928   |
|                          | -                        | Richard Squires (Liberal Party)                                | 17. November 1928 – Juni 1932     |
|                          | -                        | Frederick Alderdice (United Newfoundland Party)                | Juni 1932 – 30. Januar 1934       |

## Vorsitzende der Regierungskommission (1934–1949)
Von 1934 bis 1949 wurde Neufundland von einer Regierungskommission (Commission of Government) regiert. Sie bestand aus sechs von der britischen Regierung ernannten Mitgliedern, wobei je drei aus Großbritannien und Neufundland stammten.
| Vorsitzender | Vorsitzender                                                 | Amtszeit             |
| ------------ | ------------------------------------------------------------ | -------------------- |
|              | David Murray Anderson                                        | 1934 – 1935          |
|              | Humphrey T. Walwyn                                           | 1936 – 1946          |
|              | Gordon Macdonald de facto Gouverneur sowie Paymaster General | 1946 – 31. März 1949 |

## Premierminister von Neufundland und Labrador (seit 1949)
| Premierminister (Partei) | Premierminister (Partei) | Premierminister (Partei)                          | Amtszeit                               |
| ------------------------ | ------------------------ | ------------------------------------------------- | -------------------------------------- |
|                          | 1.                       | Joey Smallwood (Liberal Party)                    | 1. April 1949 – 18. Januar 1972        |
|                          | 2.                       | Frank Moores (Progressive Conservative Party)     | 18. Januar 1972 – 26. März 1979        |
|                          | 3.                       | Brian Peckford (Progressive Conservative Party)   | 26. März 1979 – 22. März 1989          |
|                          | 4.                       | Thomas Rideout (Progressive Conservative Party)   | 22. März 1989 – 5. Mai 1989            |
|                          | 5.                       | Clyde Wells (Liberal Party)                       | 5. Mai 1989 – 26. Januar 1996          |
|                          | 6.                       | Brian Tobin (Liberal Party)                       | 26. Januar 1996 – 16. Oktober 2000     |
|                          | 7.                       | Beaton Tulk (Liberal Party)                       | 16. Oktober 2000 – 13. Februar 2001    |
|                          | 8.                       | Roger Grimes (Liberal Party)                      | 13. Februar 2001 – 6. November 2003    |
|                          | 9.                       | Danny Williams (Progressive Conservative Party)   | 6. November 2003 – 3. Dezember 2010    |
|                          | 10.                      | Kathy Dunderdale (Progressive Conservative Party) | 3. Dezember 2010 – 24. Januar 2014     |
|                          | 11.                      | Tom Marshall (Progressive Conservative Party)     | 24. Januar – 26. September 2014        |
|                          | 12.                      | Paul Davis (Progressive Conservative Party)       | 26. September 2014 – 14. Dezember 2015 |
|                          | 13.                      | Dwight Ball (Liberal Party)                       | 14. Dezember 2015 – 19. August 2020    |
|                          | 14.                      | Andrew Furey (Liberal Party)                      | 19. August 2020 – amtierend            |